# رمزية

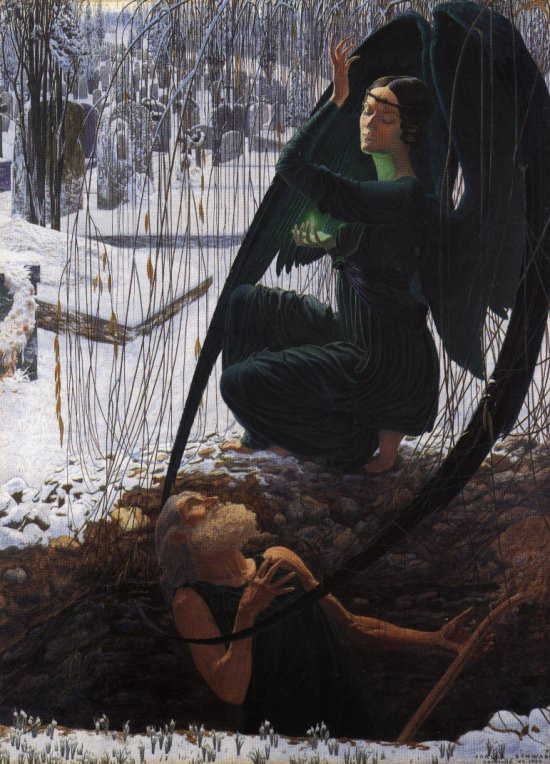
لوحة Death and the Grave Digger (La Mort et le Fossoyeur) لكارلوس شواب هو خلاصة مرئية للزخارف الرمزية. ملاك الموت، والثلج البكر، والأوضاع الدرامية للشخصيات تعبر جميعها عن شوق رمزي للتجلي "في أي مكان، خارج العالم".

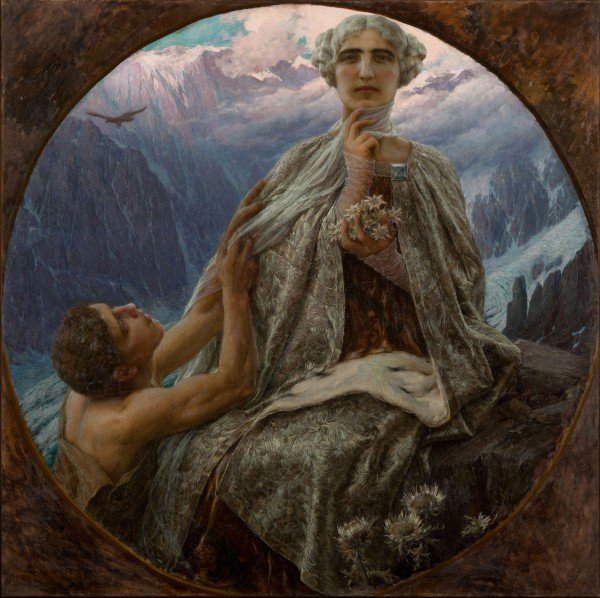
القمة ، 1912 ، عمل رمزي من قبل سيزار سكاجي.

الرمزية (بالإنجليزية: Symbolism) حركة في الأدب والفن ظهرت في فرنسا في أواخر القرن التاسع عشر، كرد فعل للمدرستين الواقعية والطبعانية، وهدفت إلى التعبير عن سر الوجود عبر الرمز. وقد تأثر الرمزيون، أكثر ما تأثروا، بأعمال بودلير، ومع احتفاظهم بمبدأ «الفن للفن» فقد سعوا في المقام الأول إلى إعطاء القارئ انطباعاً عن وعيهم الباطن، معتمدين في ذلك على الموسيقى والصُّور الشعرية التي تبرز «أحلام الشاعر الداخلية». وإنما نشر جون مورياس Moreas بيان الرمزية في صحيفة «الفيغارو» في 18 سبتمبر 1886. ومع ذلك فإن كثيراً من مؤرخي الأدب يعتبرون مالارميه Mallarme، وليس مورياس، مؤسس الرمزية. على حين يُعتبر ألبير سامان Samain وبول فيرلين Verlaine بول فاليري Valery من أبرز أركانها. وفي أعمال إيليوت Eliot وبروست وجويس Joyce عناصر رمزية قوية. أما الرمزية الموسيقية فيمثلها دو بوسي Debussy، في حين يمثل ماترلينك Maeterlinck الرمزية في المسرح. وفي الرسم يبدو أثر الرمزية في كثير من أعمال الانطباعيين.

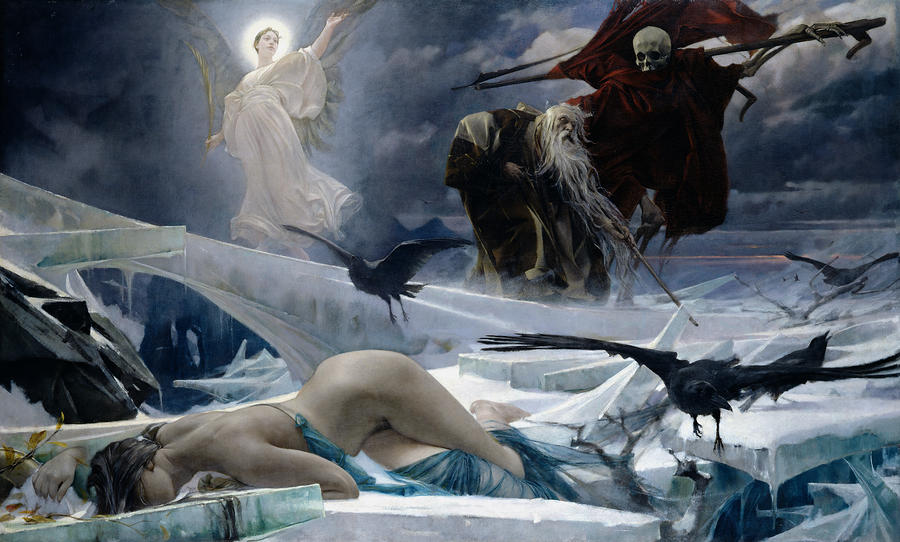
أحشويروش في نهاية العالم رسمها سنة 1888. تصور اليهودي التائه. اللوحة ضمن مجموعة خاصة.

الرمزية استخدام الرمز لتمثيل الأشياء مثل الأفكار والمشاعر.وتستخدم الرمزية أحيانا لكي تشير تحديدا إلى رموز الوثنية التي تقوم بذاتها، بدلا من الرموز اللغوية وهي مدرسة فنّيّة وأدبيّة في الشعر وسائر الفنون، ظهرت في فرنسا وبلجيكا حوالي سنة 1870، وذلك كرد فعل للمدرستين الواقعية والطبعانية، وهدفت إلى التعبير عن سر الوجود من طريق الرمز وامتدّت هذه المدرسة إلى روسيا وقد تأثر اتباع هذه المدرسة بشارل بودلير.

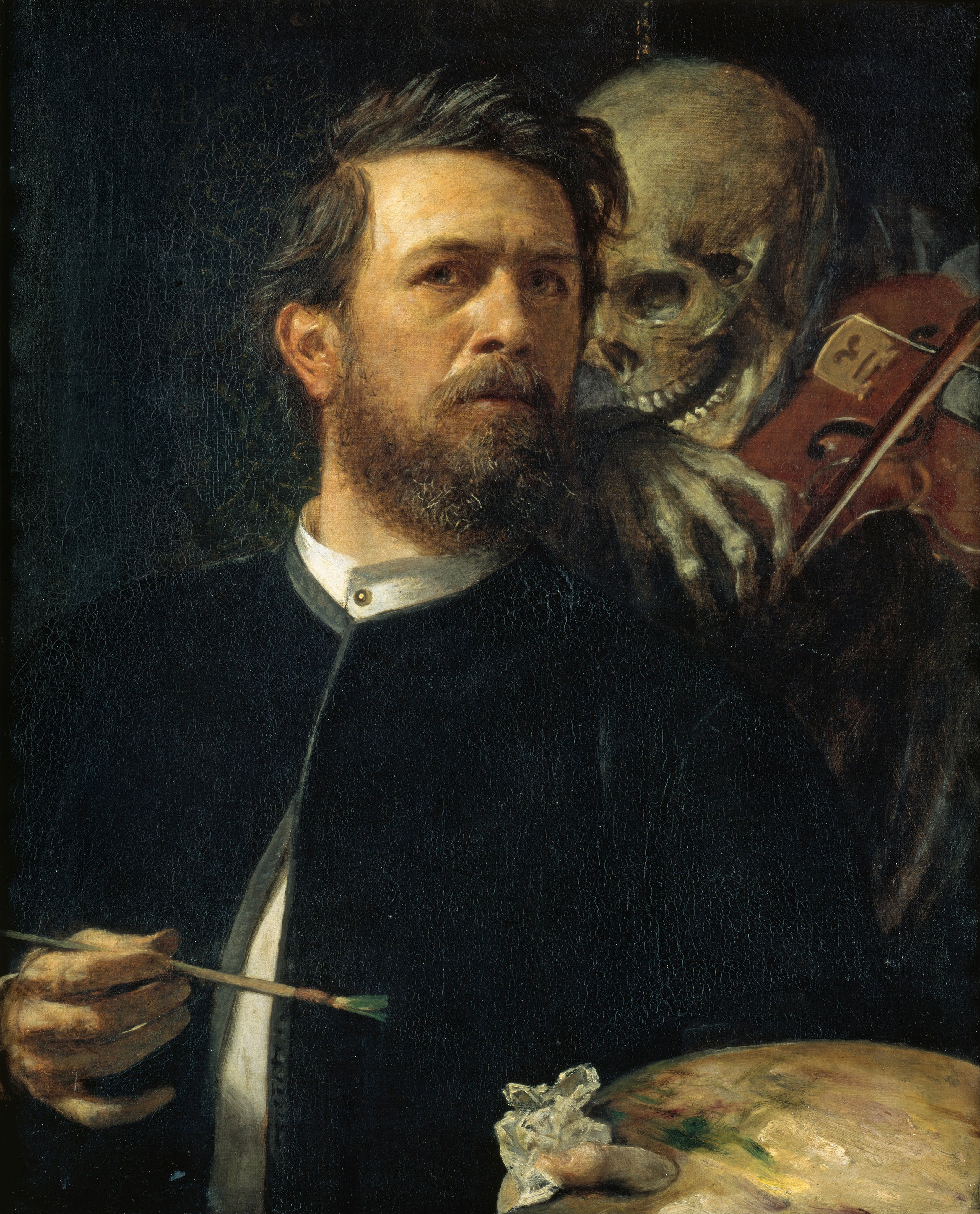
بورترية شخصية مع الموت وهو يعزف على الكمان بريشة أرنولد بوكلين مثال على الحركة الرمزية. جزيرة المتاحف في برلين.

وفى مجال التحليل النفسي، تصور كلا من سيجموند فرويد وكارل يونغ بأن الرموز ليست من العقل، بل نابعة من قدرة العقل على استيعاب المعلومات. ويستخدم العقل الرموز لتشكيل حرية تكوين الجمعيات، والتنظيم، والربط بين الرموز.وقد تباينت آراء يونغ وفرويد حول نظم القضية المعرفية الموحدة للرمز وعما إذا كانت توجد داخل العقل الفردي أو بين عقول الأخرى، سواء أكانت الرمزية المعرفية فطرية أو حددتها البيئة، فالرمزية مهمة بالنسبة للدين لأن بعض الايحاءات الدينية والإلهية تم تفسيرها عن طريق الرموز ولقد وصف ماكس فيبر الدين بأنة نظاماً من الرموز الدينية المقدسة.

## دور السياق في الرمزية
والرمز في المعنى يمكن تعديله من قبل مختلف العوامل بما في ذلك الاستخدام الشعبي، التاريخ، والقصد السياقي.

### المعنى التاريخي
تاريخ الرمز يعتبر واحدًا من عوامل كثيرة في تحديد رمز خاص للظاهر، فأصبح إعادة تفسير الرموز القديمة، ربما يرجع إلى التغيرات البيئية، وبالتالي أصبح ظهور رموز القوة الانفعالية يحمل مشاكل مماثلة لعلم أصول الكلام الكاذب، فعلى سبيل المثال، العناصرالايرلندية والاسكتلندية الأمريكية للتصميم في علم المتمردين من أمريكا الجنوبية سبقت الحرب الأهلية الأمريكية، ويمكن الاطلاع على البديل في وقت مبكر من القضبان عبرت أن ينظر إليه على العلم الاسكتلندي. في أعقاب الحرب الأهلية الأميركية، والمنارة التي تأسست في جزء من الكونفدرالية نائان بيدفورد فورست، أصبحت سيئة السمعة في أمريكا الجنوبية لإجراء الهجمات ذات الدوافع العنصرية. فقام أعضائها وقدامى المحاربين الكونفدراليين بربط أنفسهم مع العلم الكونفدرالى، وهذا أدى إلى نزاع لاحق حول ما إذا كان هذا العلم له دلالات عنصرية أم لا.

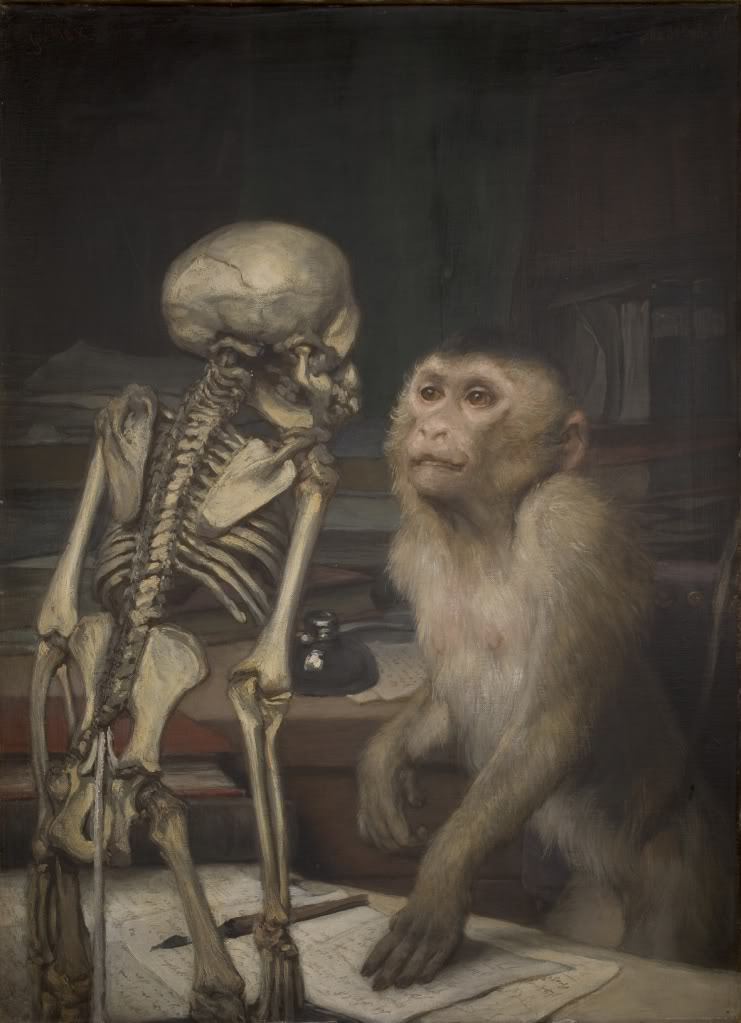
قرد أمام هيكل عظمي بريشة جبريل فون ماكس من حوالي عام 1900

مثال آخر هو التشابه السطحي بين الصليب المسيحي وجهاز التنفيذ، وعنخ المصرية القديمة، مما يدل على الحياة، فالصليب مستمد من استخدام الامبراطورية الرومانية 'للصلبان الخشبية الكبيرة ليصلبوا المجرمين المزعومين.

### التراصف
التراصف يزيد من وحدة وتعقيد هذه المسألة، فالصليب هو رمز للمسيحية. ومع ذلك فإن وضع الصليب قي النار داخل العشب يعتبر شيء متميز وهو رمز للمنارة العنصرية، حتى ولو افتقر الصليب الأصلى إلى مضامين عنصرية.

## وصلات خارجية
- ارشيف للبحث في موقع النجاحات الرمزية
- رمزية ويكي